# Иосиф VI Аудо
Его Блаженство Мар Иосиф VI Аудо (1790 г., Алькаш, Ирак — 14.03.1878 г., Мосул, Ирак) — епископ Мосула с 25 марта 1825 года по 1833 год, епископ Амадии с 1833 года по 26 декабря 1847 года, архиепископ Багдадский и патриарх Вавилона Халдейского Халдейской католической церкви с 26 декабря 1847 года по 14 марта 1878 год.

## Биография
Иосиф Аудо родился в 1790 года в городе Алькаш, Ирак. Вступил в монастырь святого Раббана Ормизда, где в 1818 году был рукоположён в священника. В споре за патриарший престол между епископом Мосула Иоанном Хормиздом и архиепископом Диярбакыра Августином Хинди принял сторону последнего. Без согласия Святого Престола был рукоположён 25 марта 1825 года в епископа Мосула. После смерти Августина Хинди и признания Иоанна Хормизда патриархом Вавилона Халдейского Иосиф Аудо был назначен епископом Амадии. После отставки патриарха Николая I Ешайи Конгрегация пропаганды веры назначила Иосифа Аудо апостольским администратором Патрирхата Вавилона Халдейского.
26 декабря 1847 года Святейший Синод Халдейской католической церкви избрал Иосифа Аудо патриархом Вавилона Халдейского. Взял себе имя Иосиф VI. 11 сентября 1848 года Святой Престол утвердил решение Святейшего Синода.
В 1870 году участвовал в работе I Ватиканского собора. 
Умер 14 марта 1878 года в Мосуле.
Племянник патриарха Тома Аудо (1855—1918) стал впоследствии архиепископом Урмии.

## Отношения со Святым Престолом
Во время своего правления Иосиф VI Аудо своими неканоническими действиями неоднократно вызывал отрицательную реакцию со стороны Святого Престола. Противоречия между Святым Престолом и Иосифом VI Аудо были в основном связаны с древней традицией, существовавшей среди Халдейской церкви. Согласно этой традиции, патриархи Халдейской церкви имели право поставлять епископов для малабарских христиан. В 1860 году Иосиф VI Аудо незаконно рукоположил в епископа Томаса Рохаса, вызвав раскол в Сиро-малабарской католической церкви. В дальнейшее время Иосиф VI Аудо несколько раз рукоположил без согласия Святого Престола нескольких епископов.
Сложные отношения между сторонами продолжались до осени 1876 года, когда Римский папа Пий IX издал энциклику Quae in patriarchatu, в которой дал оценку действиям Иосифа VI Аудо и предупреждал о возможном его отлучении от церкви, если тот не прекратит свои неканонические действия.

### Дело Томаса Рохаса
В 1858 году группа малабарских священников обратилась с прошением к Иосифу VI Аудо, чтобы он рукоположил для Малабарской церкви епископов. Иосиф VI Аудо обратился с письмом к Святому Престолу с просьбой о разрешении рукополагать новых епископов для малабарских христиан. Латинские иерархи, под началом которых находилась Сиро-Малабарская католическая церковь высказали своё несогласие этим действием Иосифа VI Аудо. Весной 1860 года Святой Престол послал к Иосифу VI Аудо апостольского делегата, который высказал недоверие патриарху за его желание и сообщил, что «Месопотамия больше не может распространять свои интересы на Малабар».
Иосиф V Аудо не прислушался к мнению Святого Престола и 20 сентября 1860 года рукоположил священника Томаса Рохаса в епископа для Малабарской церкви. Это рукоположение привело к расколу Сиро-Малабарской католической церкви, которая разделилась на две части, одной из которой управляли латинские иерархи, а другой — епископы сирийской обряда. 14 сентября 1861 года Святой Престол обратился к патриарху Иосифа V Аудо, чтобы тот «немедленно отозвал Томаса Рохаса, который опрометчиво был введён в Малабаре». Томас Рохас в 1862 году был отлучён от церкви и позднее покинул Индию.
6 марта 1865 года Конгрегация пропаганды веры уведомила Иосифа VI Аудо об окончательном решении Святого Престола о том, что епископы Халдейской католической церкви более не распространяют свою юрисдикцию на Малабар.

### Cum ecclesiastica disciplina
12 июля 1867 года Святой Престол выпустил апостольское послание Reversurus, которым были введены некоторые канонические изменения в чин избрания епископов и патриархов Армянской католической церкви, согласно которым отменялось влияние мирян на избрание католических иерархов и утверждалось право за Святым Престолом окончательно утверждать избранных кандидатов. Эти канонические изменения привели к расколу в Армянской католической церкви. 3 сентября 1868 года Римский папа Пий IX объявил, что эти же самые новые канонические правила вводятся и в Халдейской католической церкви. Иосиф VI Аудо согласился с изменениями в церковном праве Халдейской католической церкви, однако отложил введение новых правил на один год.
В это время кафедры епархий в Диярбакыре и Мардине были вакантными и Иосиф VI Аудо согласно апостольскому посланию Reversurus предоставил имена кандидатов на рассмотрение Святому Престолу. 22 марта 1869 года Римский папа Пий IX назначил на эти кафедры новых епископов Габриэля Фарсо в Диярбакыр и Петра Тимофея Аттара в Мардину, но Иосиф VI Аудо не согласился с мнением Святого Престола.
В ответ на эту ситуацию Римский папа Пий IX издал 31 августа 1869 года апостольское послание Cum ecclesiastica disciplina, которым призвал иерархов Халдейской католической церкви подчиниться воле Святого Престола и не вызывать раскол в церкви. В ответ на это апостольское послание Иосиф VI Аудо объявил, что в его церкви будут действовать древние обычаи и отказался рукополагать предложенных Святым Престолом кандидатов. Будучи на I Ватиканском соборе, Иосиф V Аудо подтвердил свои взгляды. Тогда Пий IX вызвал его на частную аудиенцию, во время которой пригрозил ему отлучением, если тот не исполнит решения Святого Престола и тогда Иосиф VI Аудо согласился рукоположить кандидатов Пия IX.
На обратном пути в Месопотамию Иосиф V Аудо остановился в Константинополе, где повстречался с армянскими противниками апостольского послания Reversurus и опять объявил о своём отказе рукополагать Габриэля Фарсо и Петра Тимофея Аттара. В ответ на это Римский папа Пий IX написал Иосифу VI Аудо длинное письмо с выдержками из догматической конституции Pastor Aeternus, которое утверждало папский примат. В этом письме Пий IX объяснял причину раскола в Армянской католической церкви и призывал к устроению мира в Халдейской католической церкви.
Несмотря на заявления о верности Святому Престолу, Иосиф VI Аудо совершил 24 мая 1874 года незаконные рукоположения четырёх епископов. Когда Иосиф VI Аудо в 1875 году вновь объявил о претензиях Халдейской католической церкви на Малабар, то Римский папа Пий IX издал 16 ноября 1876 года энциклику Quae in patriarchatu, которой приостанавливал юрисдикцию патриарха на все епархии Халдейской католической церкви и грозил отлучением Иосифа VI Аудо от церкви, если тот в течение одного месяца после получения послание не отменит свои незаконные рукоположения и не откажется претендовать на Малабар. Энциклика была доставлена патриарху 22 января 1877 года. 1 марта 1877 года Иосиф VI Аудо написал письмо Пию IX, в котором согласился выполнить все требования Святого Престола и отказался от своих претензий на Малабар.